# Hesp Róbert
Hesp Róbert (Anglia, Slingsby, 1825. – 1887. április 25.) a legyőzhetetlen versenyló, a világhírűvé vált „csodakanca”, Kincsem trénere.

## Életrajza
Hesp Róbert 1825-ben született az angliai Yorkshire grófságbeli Slingsbyben egy kis farmer fiaként. A Hesp család a Harmincéves háború idején Németországban élt Hespe néven, innen Flandriába vándorolt át a család, majd az angliai Yorkshirebe. Hesp Róbert Maltonban tanult Job Marsden-nél, a nagyhírű trénernél, ahol kopókat irányító falkamesterként (huntsman) vadászlovak felkészítésével foglalkozott. Yorkshire-ból 1846-ban  érkezett a Monarchia területére. Magyarországra érkezve először Eszterházán helyezkedett el, majd Kisbéren a Batthyány grófokhoz  került. A szabadságharc leverése után követte az emigrációt. Azonban hamarosan visszatért Magyarországra, hogy Batthyány Gusztáv itthon maradt Ödön nevű fiát kiszöktesse az országból, ezután még egyszer visszaküldték az itt maradt fontos iratokért és családi értékekért. Kifelé menet azonban az osztrákok elfogták, de a Dunát átúszva sikerült megszöknie.
1851-ben jöhetett újra Magyarországra. Visszatérte után a Kondoros melletti Csákópusztára ment, ahol újra falkavadászattal foglalkozott, Batthyány László 1858-ban a gyulai származású Geist családnak adta bérbe a csákópusztai vadászkastélyt. Hesp Róbertet később Fóton a Károlyiak alkalmazták huntsman-ként. Megalakult a Pesti Kopóvadász Társulat, és a kopókat átvették Hesp Róbert falkamesterrel együtt. 
Az alakító közgyűlésen társulati elnökül gr. Károlyi György ő exja, falkanagyokul pedig gr. Almásy Dénes és Beniczky Ferencz urak választattak, kik a csákói falkanagyokkal egyetértőleg, a feloszlott csákói társulat 24 pár kopóit — az ottani ebólak felszerelésével együtt — átveendik s ezeknek Hesp Robert falkár felügyelete alatti elhelyezéséről gondoskodni fognak. A falka november 1-től február 10-ig — kedvező időben — hetenként négyszer fog vadászni

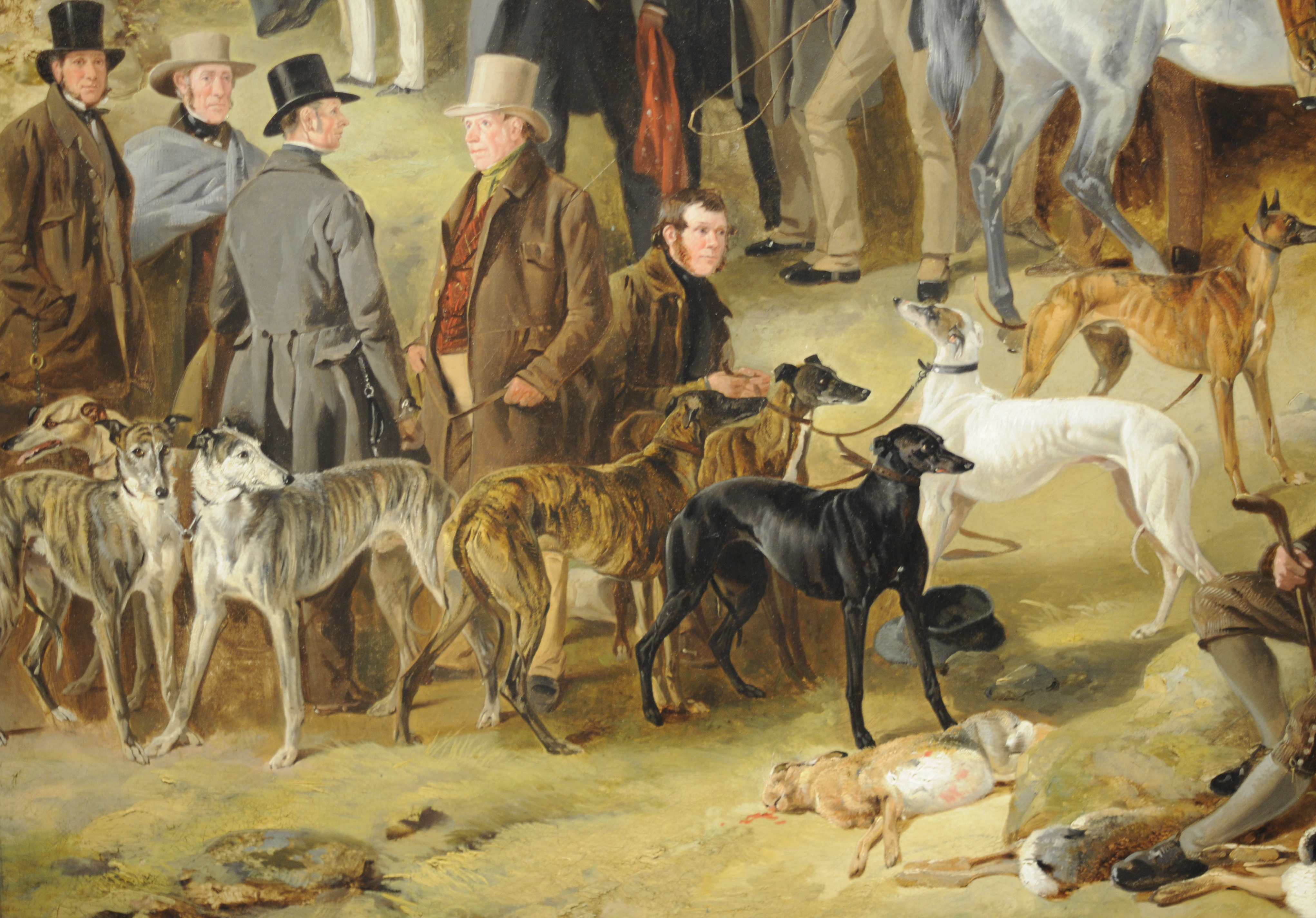
Korabeli falkamesterek és idomított kutyáik

Közben 1861-ben Birminghamben feleségül vette Maria Reynoldsot (1839–1924). Míg Heps Robert tökéletesen beszélt magyarul, és a helyesírást is elsajátította, felesége nem tanulta meg a magyar nyelvet, élete végéig csak angolul lehetett vele beszélni. Hesp vezetésével a Kopóvadász Társulat tagjai 1866-ig vadásztak rókára  a káposztásmegyeri dombokon.

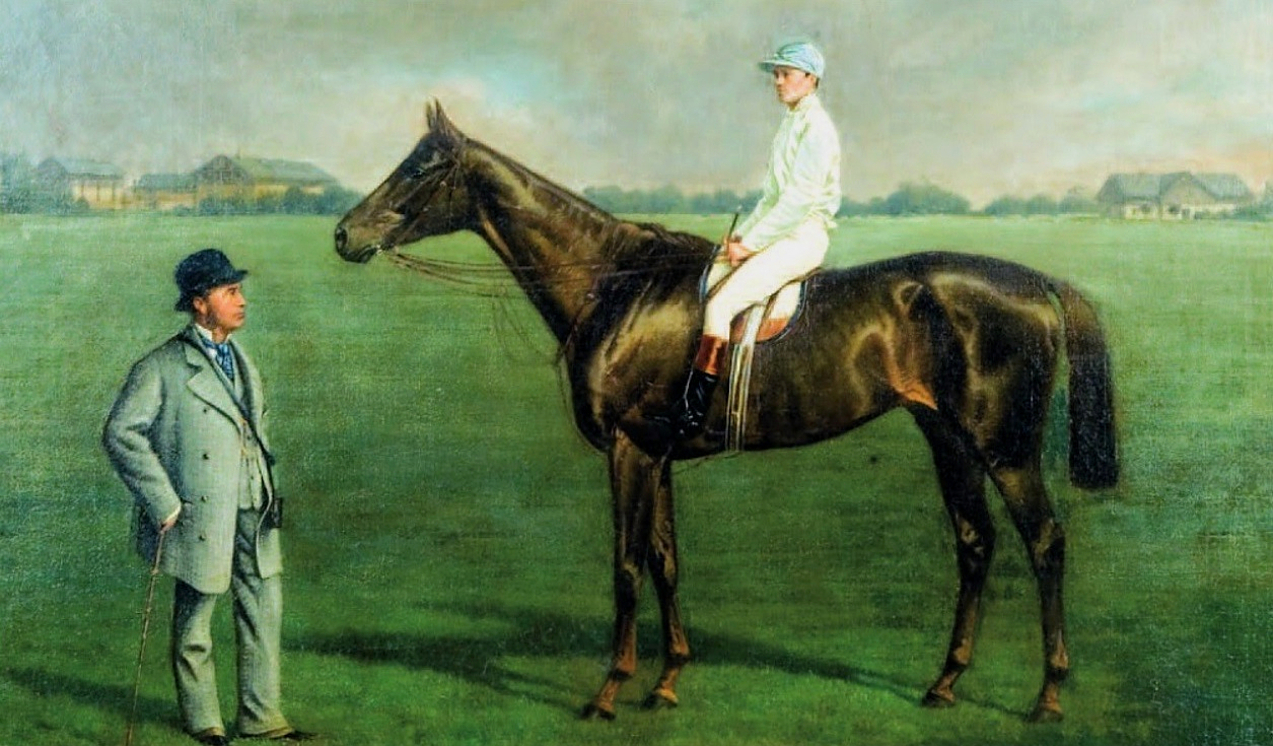
Hesp Róbert tréner Kincsemmel és zsokéjával Harry Wainwrightel Hoppegartenben, 1879. július 18-án. Heinrich Schnaebeli színezett fotográfiája. Kincsemet 54 győztes futamán mindössze három zsoké lovagolta: Michael Madden, Harry Wainwright, Tom Busby

1868-ban Lepsényben kapott állást, ahol a galopplovak idomítását kezdte el, még 1868 őszén lovával, Patkóval Pesten megnyerte az akkori legjelentősebb magyar akadályversenyt. E győzelem végleg eldöntötte sorsát. Felhagyva a falkavadászattal, ezután csak versenylovakkal foglalkozott, majd 1875 elején Gödön nyitott saját idomítótelepet. Kincsem 1875 őszén érkezett hozzá Gödre. A ló négyéves versenyzői pályafutása alatt minden versenyét megnyerte, soha nem betegedett meg, és mindvégig versenyképes állapotban maradt. Hesp  a veretlen Kincsem idomárjaként vált híressé. Sikereinek titka az volt, hogy szakítva a hagyományos angol tréningmódszerrel, lovait azok egyedi tulajdonságait figyelembe véve készítette fel a versenyekre.
Kincsem 1887. március 17. hajnalán múlt ki, trénere, Hesp Róbert 39 nappal élte túl szeretett kancáját, április 25-én halt meg.

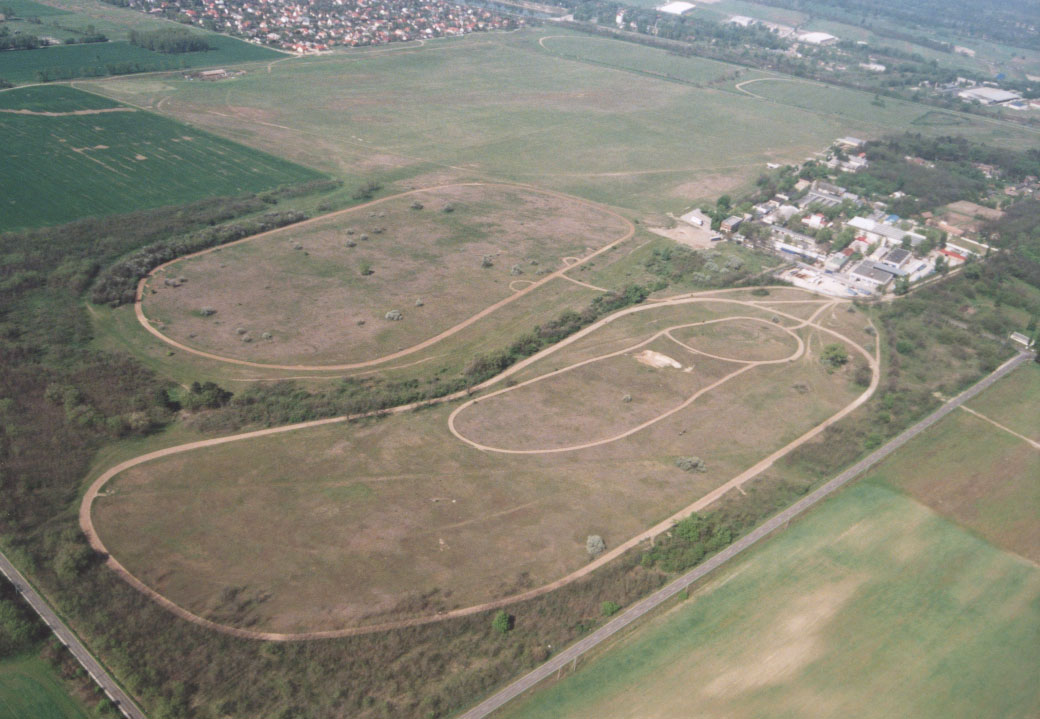
Az egyik alagi tréningpálya légifotója

Hesp Róbert utódai később az 1890-es években Alagra költöztek, ahol fokozatosan a magyar angol telivérek tréningközpontja alakult ki.